# Platysepalum pulchrum
Platysepalum pulchrum är en ärtväxtart som beskrevs av Lucien Leon Hauman. Platysepalum pulchrum ingår i släktet Platysepalum och familjen ärtväxter. Inga underarter finns listade i Catalogue of Life.